# Серрано, Жозеп
Жозеп Мария Серрано Контрер (кат. Josep María Serrano Contrer; 11 ноября 1975, Андорра-ла-Велья, Андорра) — андоррский футболист, вратарь. Выступал за клубы «Андорра» и «Ранжерс». Провёл 2 матча за национальную сборную Андорры.

## Биография

### Клубная карьера
С 1996 года по 1998 год играл за «Андорру» из Андорра-ла-Вельи, которая выступала в низших дивизионах Испании. В сезоне 1997/98 провёл 7 матчей, в которых пропустил 22 гола.
В 2006 году перешёл в «Ранжерс», который выступал в чемпионате Андорры. В сезоне 2006/07 вместе с командой стал победителем первенства Андорры. 18 июля 2007 года принял участие в матче первого квалификационного раунда Лиги чемпионов против молдавского «Шерифа» (2:0). Жозеп Серрано вышел на 15 минуте вместо Эрнана Валкера, так как основной вратарь Грегорио Родригес получил красную карточку.

### Карьера в сборной
В 1997 году главный тренер национальной сборной Андорры Маноэл Милуир пригласил Жозепа Серрано в стан команды карликового государства, которая является одним из аутсайдеров мирового футбола. Тогда Жозепу было 22 года. Дебютировал в составе сборной Андорры 22 июня 1997 года во второй игре в истории команды против Эстонии (4:1), Серрано отыграл весь поединок. Тем самым став вторым вратарём в истории сборной Княжества Андорра, после Альфонсо Санчеса. Свою последнюю игру за Андорру провёл спустя три дня, в товарищеской встрече против Латвии (4:1).
По итогам двух матчей Серрано пропустил 8 мячей.

## Достижения
- Чемпион Андорры (1): 2006/07